# Langendembach
Langendembach ist ein Ortsteil der Gemeinde Langenorla, welche Mitglied der Verwaltungsgemeinschaft Oppurg im thüringischen Saale-Orla-Kreis ist.

## Geografie
Langendembach liegt im langgestreckten Tal des Floßbaches, der bei Kleindembach in die Orla mündet. Die landwirtschaftlich genutzten Flächen sind meist Wiesen und Weiden, die den Ort direkt umgeben. Mal näher, mal weiter vom Ort entfernt, erhebt sich Wald. Die Böden sind aus Buntsandsteinverwitterung entstanden. Langendembachs nördliche Flurgrenze ist gleichzeitig die Grenze zum Saale-Holzland-Kreis. Die Höhenlage der Gemarkung schwankt von 220 bis 400 m über NN. Über eine Ortsverbindungsstraße haben die Bürger in Kleindembach Anschluss an die Landesstraße 1108  nach Pößneck und Orlamünde. In Langenorla erreichen die Gäste und Bewohner des Ortes die Orlabahn (Pößneck-Orlamünde).

## Geschichte
Die urkundliche Ersterwähnung ist für Langendembach am 11. November 1299 nachweisbar. Der Ort wird nach wie vor von der Waldwirtschaft geprägt. Landwirtschaftlich hat die Viehwirtschaft mit Wiederkäuern Vorrang. Hinzu kommen die Erholungsfunktion des naturnahen Raumes und die Umweltfreundlichkeit der Gegend.

## Sehenswürdigkeiten
- Dorfkirche Langendembach

## Persönlichkeiten
- Paul Schwenke (1853–1921), Bibliothekar und Einbandforscher